# Staš Skube
Staš Skube, född 15 november 1989, är en slovensk handbollsspelare som spelar för Montpellier HB. Han är högerhänt och spelar som mittnia. Han är yngre bror till handbollsspelaren Sebastian Skube.